# Оттенштайнер, Иоганн Георг
Иога́нн Гео́рг О́ттенштайнер (нем. Johann Georg Ottensteiner; 9 февраля 1815, Фюссен — 6 августа 1879, Мюнхен) — немецкий музыкальный мастер, изготавливавший духовые инструменты. Известен как создатель «мюнхенской» модели гобоя, «немецкого» кларнета (усовершенствованного впоследствии Оскаром Элером) и других инструментов.

## Биография
Мастерству изготовления и настройки инструментов Оттенштайнер обучался у Карла Фридриха Адлера в Бамберге (1837—1838), затем переехал в Париж, где жил в течение десяти лет. В Париже Оттенштайнер познакомился с ведущими французскими музыкальными мастерами того времени — Адольфом Саксом и Шарлем-Луи Трибером, однако неизвестно точно, работал ли он в их мастерских либо же открыл собственную. После революции 1848 года он вернулся в Германию — сначала в Фюссен, а затем поселился в Мюнхене, где наладил производство деревянных (с 1851) и медных (год спустя) духовых инструментов. Инструменты работы Оттенштайнера обладали высоким качеством и надёжностью, что позволило ему с 1860 года стать музыкальным мастером при баварском дворе.
Создавая свои инструменты, Оттенштайнер пользовался советами профессиональных музыкантов. Так, при конструировании кларнетов ему помогал Карл Берман, и такая модель получила название «кларнет Бермана — Оттенштайнера». Также мастер создал модели «мюнхенского» гобоя (на основе одного из инструментов Трибера), валторны (предположительно, по замыслу Сакса) и «немецкого» бас-кларнета (запатентован в 1869 году). На его инструментах играли такие выдающиеся музыканты, как Рихард Мюльфельд и Франц Штраус. Оттенштайнер — первый немецкий музыкальный мастер, начавший изготавливать «французские» кларнеты (системы Бёма) и саксгорны, а также автор не получившей распространение идеи объединить достоинства немецкой и французской системы в один инструмент.